# 이광모
이광모(한국 한자: 李光模, 1961년 1월 28일~)는 대한민국의 영화 감독, 전 교수이다.
1998년 영화 《아름다운 시절》로 데뷔했다. 영화사 백두대간 대표이사로 아트하우스 모모를 운영하고 있다. 2011년 10월 한국영상자료원 영화영상분야 이사로 선임되었다.

## 학력
- 경동고등학교
- 고려대학교 영어영문학과
- UCLA 대학원 영화연출

## 작품

### 감독
- 1998년 아름다운 시절
- 2007년 나무 그림 동화

## 수상
- 1998년 제11회 도쿄 국제 영화제 금상(아름다운 시절)
- 1998년 제18회 하와이국제영화제 대상(아름다운 시절)
- 1998년 제39회 데살로니키국제영화제 예술공헌상(아름다운 시절)
- 1999년 제7회 춘사영화상 기획제작상, 최우수작품상(아름다운 시절)
- 1999년 제35회 백상예술대상 영화부문 신인감독상(아름다운 시절)
- 1999년 제19회 한국영화평론가협회상 감독상(아름다운 시절)
- 1999년 제36회 대종상 감독상, 최우수작품상(아름다운 시절)